# Riserva naturale Somadida
La riserva naturale Somadida è un'area naturale protetta situata nel comune di Auronzo di Cadore, in provincia di Belluno, nei pressi dell'altopiano di Palus San Marco. Considerate le sue importanti caratteristiche floro-faunistiche l'area - già protetta ai tempi della storica Repubblica di Venezia - è stata elevata a "Riserva naturale orientata e biogenetica" dello Stato per mezzo del decreto ministeriale del 29 marzo 1972.

## Territorio
La riserva naturale di Somadida si trova nel Cadore, territorio storico italiano dell'alta provincia di Belluno. L'area sorge nei pressi della località di Palus San Marco, tra Auronzo di Cadore e Misurina a un'altitudine compresa tra i 1100 m e i 2700 m. Questa foresta, la più grande del Cadore, è incastonata nel territorio montuoso delle Dolomiti Venete tra le vette del Monte Cristallo, delle Tre Cime di Lavaredo e del Sorapis e pertanto solo in minima parte risulta essere pianeggiante.

## Accesso
La riserva dista circa 18 km dal centro di Auronzo di Cadore, sulla SS 48 che porta al Passo Tre Croci. La foresta al suo interno è dotata di un centro informativo con pannelli didattici e di percorsi per principianti ed esperti. Tuttavia, è da rilevare che nessuna struttura ricettiva è presente nel sito.

## Flora
Nella riserva naturale si insedia la tipica vegetazione della catena alpina orientale e, tra le conifere, prevalgono notevoli esemplari di abete rosso e abete bianco; minore la presenza del larice e del faggio. Diverse sono le varietà di fiori delle Dolomiti: pianella della Madonna o scarpetta di Venere, il giglio martagone, la piroletta soldanina, l'acetosella e la clematide alpina.

### Danni alla foresta

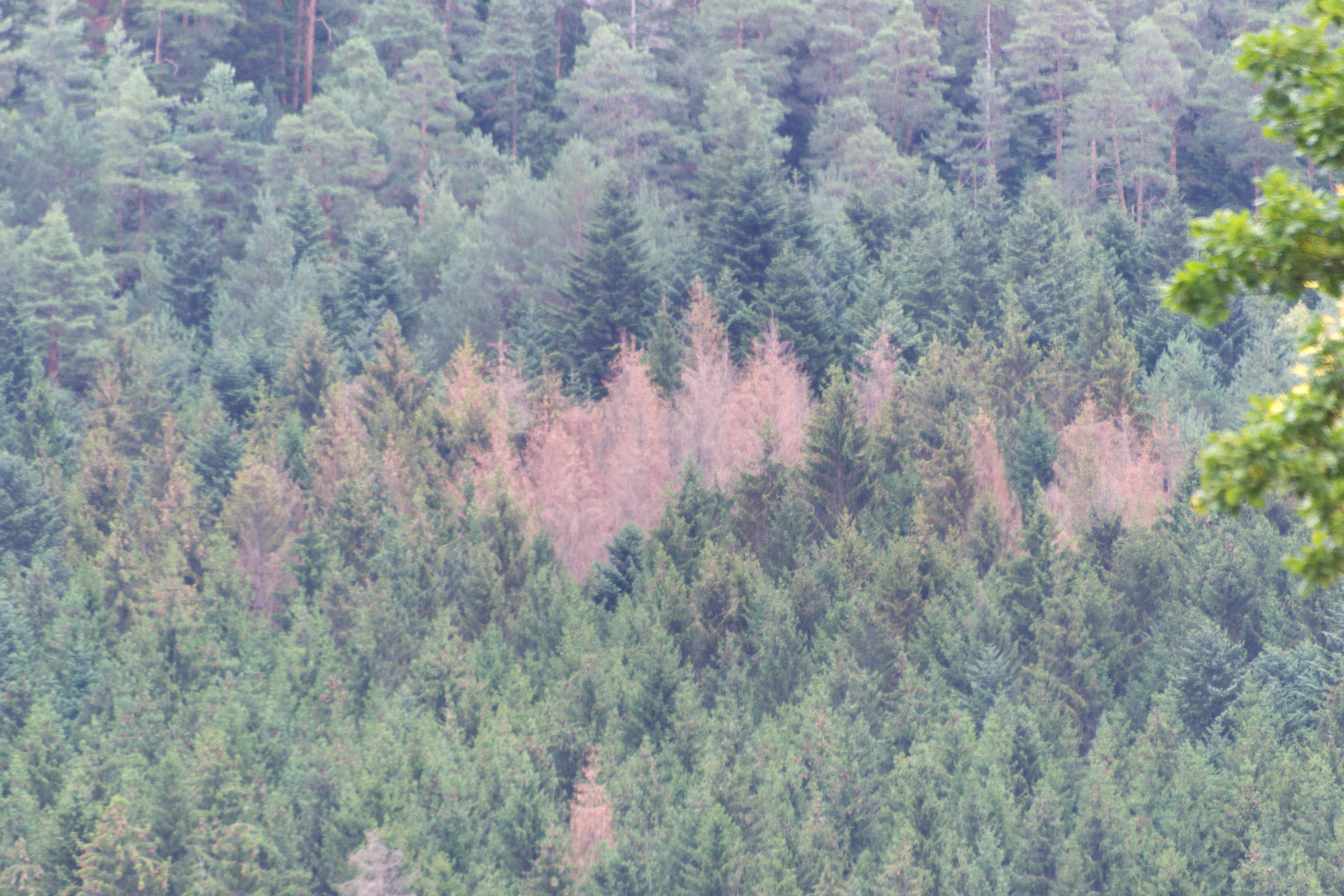
Tipico aspetto di macchia bruna di un'infestazione di bostrico in una foresta di abeti rossi.

Dal 2024 gli abeti rossi sono stati attaccati da un insetto, il bostrico dell'abete rosso, che scava dei canali nella corteccia degli alberi provocandone la morte. L'insetto ha devastato gran parte della foresta, con il conseguente abbattimento di numerosissimi alberi.

## Fauna
La fauna di tipo alpino è molto rigogliosa e, infatti, è possibile incontrare caprioli, cervi, camosci, stambecchi, volpi, lepri alpine, martore, ermellini, donnole, galli cedroni, aquile reali e orsi bruno.

## Storia della foresta
Nel 1463 la Magnifica Comunità di Cadore donò con atto scritto la foresta di Somadida alla Serenissima Repubblica di Venezia, affinché ne traesse le alberature delle navi per combattere la guerra contro i Turchi. Il legname era trasportato via terra fino a Perarolo, da qui lungo il fiume Piave fino all'Arsenale di Venezia.
In seguito, invece, caduta la Repubblica Veneta nel 1797, gli alberi furono destinati all'Arsenale di Tolone per la Marina Militare Francese. Nel 1814 il possesso della foresta passò al Regno Lombardo Veneto.
Con l'annessione del Veneto al Regno d'Italia nel 1866, il bosco passò al Patrimonio dello Stato e nel 1870 venne dichiarato bene inalienabile.
Durante la prima guerra mondiale subì un fortissimo prelievo per le fortificazioni di Monte Piana, Tre Cime di Lavaredo e Monte Paterno.

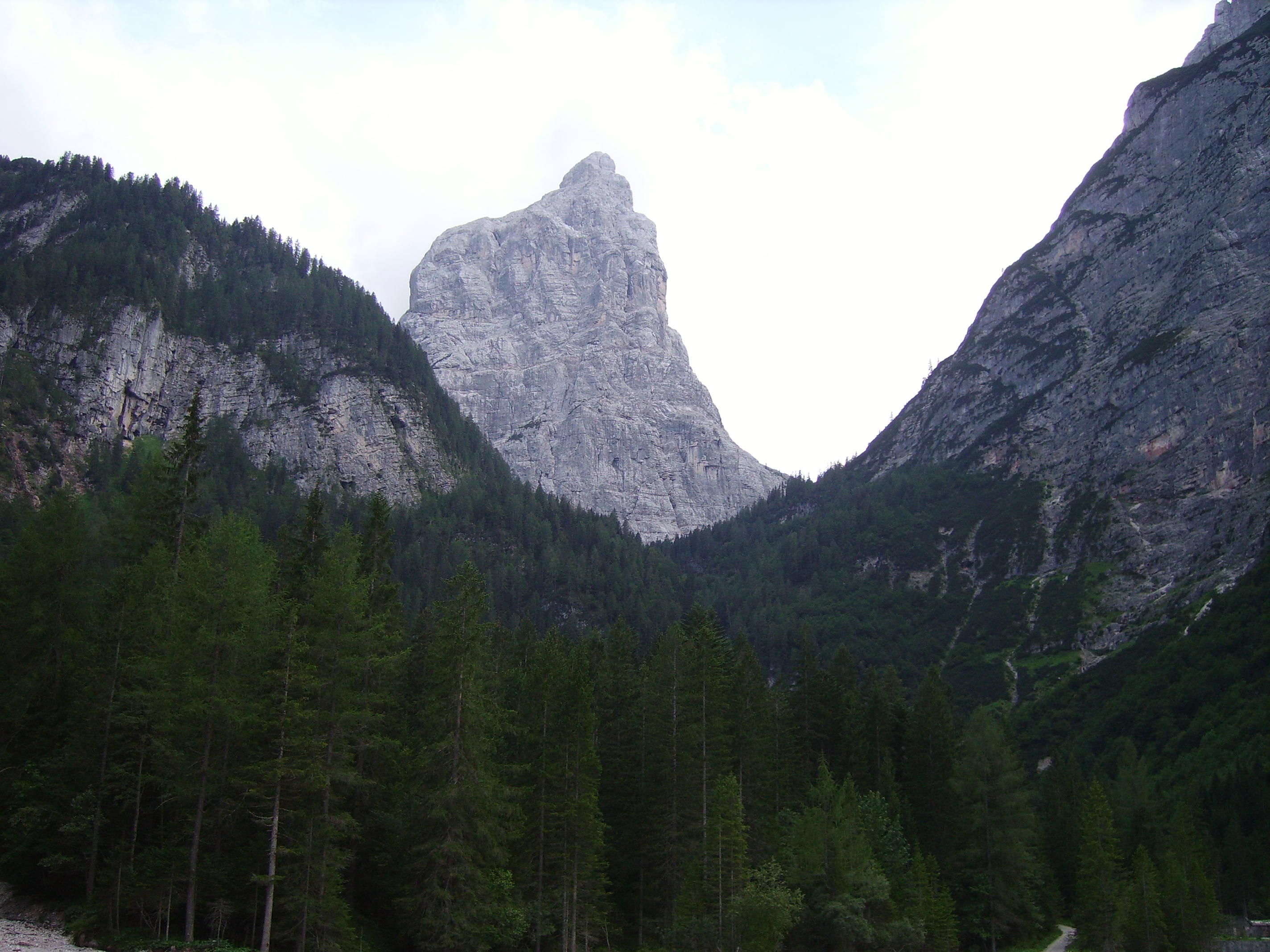
Il Corno del Doge (s.l.m.), all'interno della Riserva.